# Гроф Монте Кристо (филм из 1934)
Гроф Монте Кристо (енгл. The Count of Monte Cristo) је амерички авантуристички филм из 1934. године, режисера Роуланда В. Лија, у коме главне улоге тумаче Роберт Донат и Елиса Ланди. Заснован на истоименом роману Александра Диме, филм прати човека који је неправедно затворен на 20 година јер је недужно предао писмо које му је поверено. Када коначно побегне, тражи освету против похлепних људи који су се уротили да би га стрпали у затвор.
Ово је прва звучна филмска адаптација Диминог романа; претходило јој је пет немих филмова.

## Радња
Године 1815, француски трговачки брод Фараон пристаје на острву Елба. Прогнани цар Наполеон предаје капетану брода писмо које треба да достави једном човеку у Марсељу. Пре него што умре од болести, капетан поверава овај задатак свом првом официру, Едмонду Дантесу. Међутим, други официр, Данглар, обавештава о овоме градског судију Ремона де Вилфора Млађег, који хапси обојицу.
Дантесов пријатељ Фернанд Мондего га прати у затвор, али он, заједно са Дангларом и Вилфором има користи од држања Дантеса у затвору: Мондего је заљубљен у Дантесову вереницу, Мерседес; Данглар жели да буде унапређен у капетана уместо Дантеса; а за човека коме је било намењено Наполеоново писмо испоставља се да је Вилфоров отац. Вилфор шаље Дантеса без суђења у озлоглашени затвор, Ифску тврђаву, на основу лажног Дангларовог сведочења.
Када се Наполеон врати у Француску, дајући Дантесовим пријатељима наду за његово ослобађање, Вилфор потписује лажну изјаву да је убијен у покушају да побегне, што Мондего показује Мерседес. Верујући да је Дантес мртав, она се препушта мајчиној самртној жељи и удаје се за Мондега.
Дантес проводи следећих осам година у самици, када, једног дана, остарели опат Фарија, затвореник из суседне ћелије, упадне у његову ћелију кроз тунел који је копао. Њих двојица удружују снаге; Фарија рачуна да ће бити потребно још пет година да се тунел заврши. У међувремену почиње да образује Дантеса.
Док се приближавају свом циљу, урушавање тунела смртно повређује старца. Пре него што умре, он завештава огромно скривено благо свом штићенику (Фаријини непријатељи су га мучили и затворили у неуспешном покушају да извуку његову локацију). Његов леш је ушивен у плаштаницу, али док је погребник одсутан, Дантес потајно замени места са Фаријиним телом. Бачен је у море, где се ослобађа, након чега га покупи кријумчарски брод.
Дантес касније следи Фаријина упутства и проналази благо на ненасељеном острву Монте Кристо. Сада богат, он покреће своје планове за освету. За почетак, он организује да се Албер (Мерседесин и Мондегов син) киднапује и држи за откуп. Дантес „спашава” младића како би га он увео у париско друштво, где се представља својом купљеном титулом грофа од Монте Криста.
Први који ће бити изведен пред лице правде је Мондего. Док је био француски амбасадор у Албанији, Мондего се прославио својом храброшћу у неуспешној одбрани Али-паше. Дантес организује бал како би „почастио” свог непријатеља, а затим га јавно разоткрива као оног који је издао Али-пашу Турцима. Несвестан грофове улоге у његовој срамоти, Мондего одлази код њега по савет. Дантес открива свој идентитет и они се упуштају у двобој; Дантес побеђује, али поштеди Мондега, који се враћа кући и врши самоубиство.
Следећи је Данглар, сада најутицајнији банкар у Паризу. Дантес користи његове услуге за куповину и продају акција, делећи савете које добија од својих доушника. Када се испостави да је ово непогрешиво профитабилно, Данглар подмићује човека да му пошаље копије Дантесових порука. Похлепа га наводи да уложи сав свој новац у следећи извештај, баш као што је Дантес планирао. Када се покаже да је дојава лажна, Данглар је банкротирао. Дантес открива свој прави идентитет Данглару, који остаје луд.
Међутим, постоје неочекиване компликације које угрожавају Дантесове пажљиво осмишљене планове. Албер Мондего сазнаје за његову умешаност у пропаст свог оца и изазива га на двобој. Мерседес, која је препознала свог бившег вереника још при њиховом првом сусрету, моли га да јој не убије сина. Он пристаје. Албер га намерно не убија након што му је мајка рекла ко је Монте Кристо заправо, а двобој се завршава без повређених.
Вилфор се попео на високу функцију државног тужиоца. Дантес му шаље информације о његовом правом идентитету и активностима, што доводи до његовог хапшења и суђења. У почетку, Дантес одбија да сведочи, како би заштитио Вилфорову ћерку Валентину, која је заљубљена у Албера. Када сазна за то, она га наговара да се брани. Дантес то и чини, пружајући доказе о Вилфоровој дугогодишњој корупцији.
На крају, када су сви његови непријатељи поражени, Дантес поново улази у везу са Мерседес.

## Улоге
| Глумац            | Улога                               |
| ----------------- | ----------------------------------- |
| Роберт Донат      | Едмонд Дантес, гроф од Монте Криста |
| Елиса Ланди       | Мерседес де Роза                    |
| Луис Калхерн      | Ремон де Вилфор Млађи               |
| Сидни Блекмер     | Фернанд Мондего, гроф од Морсерфа   |
| Рејмонд Волберн   | барон Данглар                       |
| О. П. Хеги        | опат Фарија                         |
| Ајрин Херви       | Валентина де Вилфор                 |
| Џорџија Кејн      | мадам де Роза                       |
| Лоренс Грант      | Вилфор Старији                      |
| Луис Алберни      | Јакопо                              |
| Даглас Волтон     | Албер Мондего                       |
| Пол Ирвинг        | Наполеон                            |
| Кларенс Муз       | Али                                 |
| Вилијам Фарнум    | капетан Леклер                      |
| Фердинанд Мунијер | Луј XVIII                           |